# Москали (Гомельская область)
Москали (бел. Маскалі) — деревня в Глыбовском сельсовете Речицкого района Гомельской области Белоруссии.

## География

### Расположение
В 17 км на северо-запад от районного центра и железнодорожной станции Речица (на линии Гомель — Калинковичи), 67 км от Гомеля.

## Транспортная сеть
Транспортные связи по просёлочной, затем автомобильной дороге Светлогорск — Речица. Планировка состоит из короткой прямолинейной широтной улицы, застроенной деревянными усадьбами.

## История
Основана в начале XX века переселенцами из соседних деревень. В 1908 году хутор Москаль 10 дворов, 57 жителей в Горвальской волости Речицкого уезда Минской губернии. С 8 декабря 1926 года до 30 декабря 1927 года центр Москалёвского сельсовета Горвальского, с 4 августа 1927 года Речицкого районов Речицкого с 9 июня 1927 года Гомельского округов. В 1931 году организован колхоз. Во время Великой Отечественной войны тут часто базировались партизаны, преимущественно отряда «Большевик». В июле 1943 года оккупанты полностью сожгли деревню и убили 3 жителей. 16 жителей погибли на фронте. Согласно переписи 1959 года в составе совхоза «Подлесье» (центр — деревня Милоград).

## Население

### Численность
- 2004 год — 11 хозяйств, 14 жителей.

### Динамика
- 1930 год — 43 двора, 228 жителей.
- 1959 год — 141 житель (согласно переписи).
- 2004 год — 11 хозяйств, 14 жителей.